# كارول روزنتال
كارول روزنتال (بالإنجليزية: Carole Rosenthal)‏ هي كاتِبة أمريكية، ولدت في 13 ديسمبر 1940.